# UFC Women's Flyweight Championship
La cintura dei pesi mosca femminili dell'organizzazione Ultimate Fighting Championship venne istituita nel 2017, ed il torneo per la vittoria della stessa venne ospitato nella 26ª stagione del reality show The Ultimate Fighter, alla quale presero parte 16 lottatrici.

## Women's Flyweight championship (fino ai 57 kg)
| Nome | Data                             | Luogo                  | Difese |
| --- | -------------------------------- | ---------------------- | --- |
| Nicco Montaño batté Roxanne Modafferi | 1º dicembre 2017 (TUF 26 Finale) | Las Vegas, Stati Uniti | |
| Montaño fu privata del titolo il 7 settembre 2018 dopo essere stata costretta a ritirarsi dall'incontro per la difesa del titolo a UFC 228 a causa di problemi con il taglio del peso. |                                  |                        | |
| Valentina Ševčenko batté Joanna Jędrzejczyk | 8 dicembre 2018 (UFC 231)        | Toronto, Canada        | - batté Jessica Eye a UFC 238 l'8 giugno 2019 - batté Liz Carmouche a UFC Fight Night: Shevchenko vs. Carmouche 2 il 10 agosto 2019 - batté Katlyn Chookagian a UFC 247 l'8 febbraio 2020 - batté Jennifer Maia a UFC 255 il 21 novembre 2020 - batté Jéssica Andrade a UFC 261 il 24 aprile 2021 - batté Lauren Murphy a UFC 266 il 25 settembre 2021 - batté Taila Santos a UFC 275 il 12 giugno 2022 |
| Alexa Grasso | 4 marzo 2023 (UFC 285)           | Las Vegas, Stati Uniti | - pareggiò contro Valentina Ševčenko a UFC Fight Night: Grasso vs. Shevchenko 2 il 16 settembre 2023 |
| Valentina Ševčenko (2) | 14 settembre 2024 (UFC 306)      | Las Vegas, Stati Uniti | - batté Manon Fiorot a UFC 315 il 10 maggio 2025 |